# Barracuda (film, 1978)
Pour les articles homonymes, voir Barracuda (homonymie).
Pour plus de détails, voir Fiche technique et Distribution.
Barracuda (The Lucifer Project) est un film américain de série Z réalisé par Harry Kerwin en 1978.

## Synopsis
Dans un petit port de Floride, la vie des habitants est tranquille, jusqu'au jour où des barracudas attaquent les plongeurs. Confronté à l'agressivité des habitants, le biologiste Mike Canfield découvre d'une usine chimique déverse dans l'océan une substance qui développe considérablement l'appétit de quiconque l'ingère. Mais ce secret-là est jalousement gardé par quelques hauts fonctionnaires commanditaires d'un programme de recherches classé confidentiel et ne doit donc pas être rendu public. 

## Fiche technique
- Titre original : The Lucifer Project
- Titre français : Barracuda
- Réalisateur : Harry Kerwin
- Musique : Klaus Schulze
- Photographie : H. Edmund Gibson
- Genre : Horreur, thriller, romance, comédie
- Durée : 90 minutes
- Sortie : 1978

## Distribution
- Wayne Crawford : Mike Canfield
- Jason Evers : Dr. Elliot Snow
- Roberta Leighton : Liza Williams
- Cliff Emmich : Lester
- William Kerwin : Shérif Ben Williams
- Bert Freed : Jack
- Scott Avery : Toby
- Akira Kimonodejudo : Akira le rat